# 원빈 홍씨
원빈 홍씨(元嬪 洪氏, 1766년 6월 22일(음력 5월 27일) ~ 1779년 6월 9일(음력 5월 7일))는 조선 정조의 첫 번째 간택 후궁이다. 정조 치세 초기 권신 홍국영의 동생으로도 알려져 있다. 본관은 풍산(豊山)이며, 시호는 인숙(仁淑)이다.
조선 역사상 삼간택과 가례의 절차를 거쳐 처음부터 빈으로 입궁한 최초의 후궁이다.

## 생애
전라도 관찰사 홍창한의 손녀이자 호조 참판 홍낙춘(洪樂春)의 딸로, 정조대 권신인 홍국영의 누이이다. 정조의 어머니인 혜경궁 홍씨와도 친정 11촌 고모와 11촌 조카가 되는 친척이다.
1778년(정조 2년) 음력 6월, 12세의 나이에 정조의 후궁으로 간택되어 원빈(元嬪)의 작호와 숙창궁(淑昌宮)의 궁호를 받고 입궐하였다. 그러나 이듬해 음력 5월 갑작스럽게 사망하였고, 시호를 인숙(仁淑), 궁호를 효휘궁(孝徽宮), 원호를 인명원(仁明園)이라고 했다.
대명집례의 귀비 및 세자빈에 관한 부분을 상고하고 우리나라의 전례를 참작하여 가례를 치렀으며, 생전에 조정과 약방의 문안을 받고, 사후 시호와 원호를 받는 등 여러 면에서 이례적인 대접을 받은 후궁이었다. 사후 동기 홍국영이 몰락한 후, 1786년(정조 10년) 11월, 인명원에만 격례에 벗어난 의식을 새로 추가한다는 것은 사례로 비추어볼 때 어찌 미안하지 않느냐는 신하의 물음과 국가 전례에 관계된 일이 전례에 어긋났다는 이유로 인명원과 효휘궁의 이름은 혁파되었다.
현재 한국학중앙연구원에는 정조가 손수 쓴 《어제인숙원빈행장御製仁淑元嬪行狀》이 전한다. 국왕이 후궁의 행장을 작성한 것은 이례적인 일이라고 한다. 《어제인숙원빈행장》에 의하면 혜경궁이 원빈에 대해 각별한 정의(情誼)를 나타냈다고 하는데, 이는 혜경궁 자신이 정조 사후 작성한 《한중록》에서 풀어낸 이야기와는 정면으로 반대되는 것이며, 《순조실록》의 혜경궁 행장에서 원빈에 대한 각별한 정의를 지녔던 혐의가 있으나 사실이 아니라고 강조하는 대목이 있다. 홍국영 일가의 인물이 지은 것으로 보인다는 고전소설 《숙창궁입궐일기》는 원빈의 입궐과정을 그리고 있는데 혜경궁은 효의왕후 쪽인 인상을 준다.
원빈 홍씨의 무덤은 원래 현 고려대학교 경내에 있었으나, 현재는 고양시 원당의 서삼릉 권역내의 후궁 묘역내로 이장되었다. 현재 고려대학교 경내에는 구 인명원터가 남아 있어 '애기능'이라는 이름으로 불린다.

## 가족 관계
원빈 홍씨의 친할아버지 홍창한은 홍봉한, 홍인한, 홍상한 등의 8촌 형으로, 조선시대의 유교 종교법과 종교법에 근거한 대전통편, 그리고 1970년 이전의 대한민국 관습법에 의하면 법적 친척이었다. 그러나 1910년 이전까지는 8촌 범위를 바로 벗어난 친척은 무복친이라 하여, 조선왕조는 사회통념상 친척의 범위에 포함시켰다.
- 할아버지: 홍창한(洪昌漢, 1698년 ~ ?)
- 할머니: 유씨(兪氏) - 유두기의 딸
  - 백부: 홍낙순(洪樂純, 1723년 ~ ?)
    - 사촌: 홍복영(洪福榮)

  - 숙부: 홍낙빈(洪樂彬, 1732년 ~ ?)
- 아버지: 홍낙춘(洪樂春)
- 어머니: 우봉 이씨
  - 오빠: 홍국영(洪國榮, 1748년 ~ 1781년 4월 28일 (음력 4월 5일)
- 남편: 정조(正祖, 1752년 10월 28일 (음력 9월 22일) ~ 1800년 8월 18일 (음력 6월 28일))
  - 자식 없음
  - 양자: 상계군 이담(常溪君 李湛, 1769년 1월 21일 ~ 1786년 11월 20일)
- 11촌 대고모: 혜경궁 홍씨(獻敬王后 洪氏, 1735년 8월 6일 (음력 6월 18일) ~ 1816년 1월 13일 (1815년 음력 12월 15일))

## 원빈 홍씨가 등장하는 작품
- 1988년 MBC 드라마 《조선왕조 오백년 - 한중록》 - 홍성숙
- 2001년 MBC 드라마 《홍국영》 - 이애정
- 2008년 MBC 드라마 《이산》 - 황금희 (48회~59회)
- 2021년 MBC 드라마 《옷소매 붉은 끝동》 - 박서경